# Phytala
Phytala is een geslacht van vlinders van de familie Lycaenidae.

## Soorten
- P. aequatorialis Jackson, 1964
- P. benitensis (Holland, 1890)
- P. elais Doubleday & Hewitson, 1852
- P. eurema Plötz, 1880
- P. intermixta Aurivillius, 1897
- P. nigrescens Jackson, 1964
- P. obscura Schultze, 1921
- P. pulchra Jackson, 1964
- P. reducta Schultze & Aurivillius, 1910
- P. rezia (Smith & Kirby, 1893)
- P. schultzei Schultze & Aurivillius, 1910
- P. vansomereni Jackson, 1964